# Николај Бударин
Николај Михаилович Бударин (рус. Николай Михайлович Бударин) је пензионисани руски космонаут, ветеран три дугорочна боравка на свемирској станици Мир и Међународној свемирској станици. Током боравка у орбити учествовао је у осам шетњи свемиром, у укупном трајању од преко 44 сата.
Бударин је први пут у свемир полетео на дугорочну (вишемесечну) мисију на станицу Мир 1995. године. Након тога је још једном боравио на станици Мир, а након тога је био и члан шесте експедиције на МСС 2002/2003. године.
Ожењен је Маријом Лавовном Бударином (девојачко Сидоренко), са којом има два сина – Дмитрија рођеног 1977. и Владислава рођеног 1983. године. У слободно време бави се разним хобијима, међу којима су пецање, скијање, брање печурака, бициклизам и путовања. Од 2007. године посланик је у руској Државној думи, као члан партије Јединствена Русија.

## Искуство
Бударин је војни рок служио од 1971. до 1973. године у совјетској армији у Чехословачкој. Касније је радио у РКК Енергија као инжењер на разним пројектима, међу којима су били разни екперименти на новим технологијама везаним за свемирске летове.

## Спољашњи везе
- Биографија на сајту